# Sangão
Sangão là một đô thị thuộc bang Santa Catarina, Brasil. Đô thị này có diện tích 83,03 km², dân số năm 2007 là 9883 người, mật độ 119 người/km².